# Nave funeraria

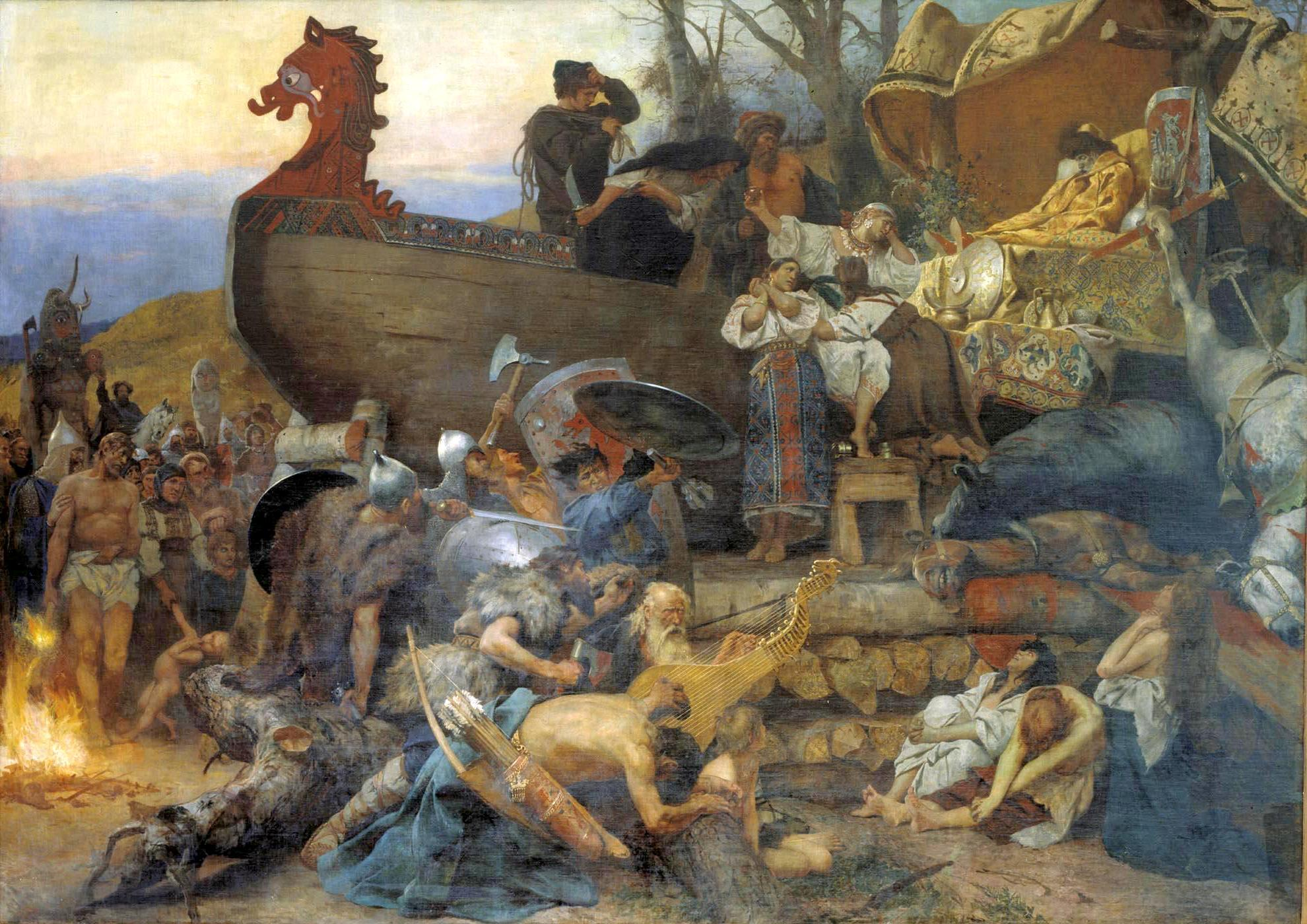
Barca funeraria di Igor il Vecchio nel 945, dipinta da Henryk Siemiradzki (1843-1902).

Una barca funeraria o nave tomba era un'imbarcazione che veniva utilizzata per contenere le spoglie di un morto e i suoi beni. Questo tipo di rituale funebre era in uso nel VI-VIII secolo in Scandinavia (Era di Vendel) e presso Anglosassoni, Franchi (in età merovingia), Vichinghi, Rus', Balti e, occasionalmente, anche presso gli Egizi. Per i popoli germanici questo tipo di funerale era visto come un grande onore, che permetteva l'ingresso nel Valhalla. L'arabo Ahmad ibn Fadlan (X secolo), inviato in missione diplomatica presso gli Slavi, ne diede un racconto di prima mano.

## Esempi di barche funebri
- Barca solare di Cheope, Egitto
- Nave di Gokstad, Norvegia
- Nave di Ladby, Danimarca
- Nave di Oseberg, Norvegia
- Nave di Snape, Anglia orientale, Regno Unito
- Nave di Sutton Hoo, Anglia orientale, Regno Unito
- Nave di Balladoole e Nave di Knock-e-Dooney, Isola di Man, Regno Unito
- Nave di Tune, Norvegia
- Nave di Valsgärde, Svezia
- Nave di Vendel, Svezia
- Nave di Rurikovo presso Novgorod, Russia
- Nave di Sarskoe presso Rostov, Russia
- Nave di Timerёvo presso Jaroslavl', Russia
- Nave funeraria di Port an Eilean Mhòir
- Tomba nera presso Černihiv, Ucraina